# Morti nel 624
| Questa pagina contiene informazioni ricavate automaticamente dalle voci biografiche con l'ausilio del template Bio e di un bot. L'aggiornamento è periodico e automatico e ricostruisce completamente la pagina. Se manca una persona in questa lista, sei pregato di non aggiungerla, ma accertati piuttosto che la sua voce biografica contenga il template Bio e che i dati anagrafici siano correttamente compilati. Se il template Bio manca, inseriscilo tu stesso o, in alternativa, metti l'avviso {{tmp\|Bio}} che ne segnala la mancanza. Se i dati riportati sono sbagliati, correggi direttamente la voce biografica; le modifiche saranno visibili in questa lista entro pochi giorni. Per chiarimenti vedi il progetto biografie. La lista contiene solo le 11 persone che sono citate nell'enciclopedia e per le quali è stato implementato correttamente il template Bio. Pagina aggiornata al 10 feb 2025. |

- 17 marzo - ʿAmr ibn Hishām, mercante arabo (n. 572)
- 17 marzo - 'Utba ibn Rabi'a, mercante arabo
- 24 aprile - Mellito di Canterbury, arcivescovo britannico
- Abu Lahab, mercante e politico arabo
- Asma bint Marwan, poetessa araba
- Redwald dell'Anglia orientale, sovrano anglosassone
- Ruqayya, araba (n. 601)
- Ubayda ibn al-Harith
- 'Uqba ibn Abi Mu'ayt, mercante arabo
- Al-Nadr ibn al-Harith, arabo
- Umayya ibn Khalaf, politico arabo